# Мёзер, Карл
Карл Мёзер (нем. Karl Möser; 24 января 1774, Берлин — 27 января 1851, Берлин) — немецкий скрипач и дирижёр.
Сын гобоиста в военном оркестре. Учился музыке у своего отца, затем в Берлине у Иоганна Бётхера. В десятилетнем возрасте впервые выступил перед Фридрихом Вильгельмом II, одобрившим игру юного музыканта и рекомендовавшим его в придворную капеллу маркграфа Бранденбург-Шведтского Фридриха Генриха, после смерти которого в 1788 г. Мёзер вернулся в Берлин и продолжил обучение под руководством Карла Хаака. С 1792 г. в Берлинской придворной капелле, играл в струнном квартете с участием короля, однако вскоре после любовной интриги с участием придворной дамы вынужден был покинуть Пруссию и выехал в Гамбург, использовав эту возможность для дополнительных занятий под руководством Игнаца Френцля и Пьера Роде, затем выступал в Копенгагене и Лондоне (в том числе в концертах, организованных И. П. Саломоном). После смерти Фридриха Вильгельма II в 1797 г. вернулся в Берлин как концертмейстер придворной капеллы. В 1804 г. гастролировал в Вене, где познакомился с Йозефом Гайдном и Людвигом ван Бетховеном. В 1806 г. в связи с военными действиями вновь оставил Германию, выступал в Варшаве и Санкт-Петербурге. С 1813 г. снова в Берлине, руководил струнным квартетом, с 1816 г. дирижировал публичными симфоническими концертами. С 1825 г. королевский музикдиректор, в 1842 г. в связи с 50-летием придворной службы получил звание королевского капельмейстера. Карл Фридрих Мюллер был одним из его учеников, Август Циммерман также учился у Мёзера и некоторое время играл вторую скрипку в его квартете.
Первым браком был женат на арфистке Каролине Лонги, вторым браком — на певице Луизе Мёзер, солистке Берлинской придворной оперы. Сын, Август Мёзер (1825—1859), также был скрипачом.